# Victor Interactive Software
Victor Interactive Software, Inc. (株式会社ビクターインタラクティブソフトウェア Kabushiki-gaisha Bikutā Intarakutibu Sofutouea) là hãng sản xuất và phát triển phần mềm trò chơi điện tử của Nhật Bản, hãng thành lập ngày 1 tháng 10 năm 1996 với tư cách là một bộ phận của Victor Entertainment. Trò chơi đầu tiên của họ là Fish Eyes và trò chơi cuối cùng của họ là Fish Eyes 3
Một số trò chơi của họ  sử dụng thương hiệu Pack-In-Soft (パック・イン・ソフト Pakku-In-Sofuto).

## Lịch sử
Ngày 1 tháng 10 năm 1996, Victor Entertainment hợp nhất với Pack-In-Video để thành lập Victor Interactive Software.
Ngày 31 tháng 3 năm 2003, Marvelous Entertainment mua lại Victor Interactive Software và trở thành Marvelous Interactive, sau đó sát nhập về Marvelous Entertainment vào tháng 6 năm 2007.

## Trò chơi
| Tựa                                                          | Hệ máy           | Ngày phát hành       | Ghi chú                                                       |
| ------------------------------------------------------------ | ---------------- | -------------------- | ------------------------------------------------------------- |
| Fish Eyes                                                    | PlayStation      | 10 tháng 10 năm 1996 | Xuất bản với nhãn "Pack-In-Video"                             |
| Fish Eyes                                                    | PlayStation      | 20 tháng 11 năm 1997 | PlayStation the Best                                          |
| Fish Eyes                                                    | PlayStation      | 7 tháng 2 năm 2002   | PSOne Books                                                   |
| Kensei: The King of Boxing                                   | PlayStation      | 15 tháng 11 năm 1996 |                                                               |
| Hyper Securities S                                           | Sega Saturn      | 7 tháng 11 năm 1997  | Xuất bản với nhãn "Pack-In-Video"                             |
| Wing Over                                                    | PlayStation      | 21 tháng 2 năm 1997  | Beluga Computer phát triển; Xuất bản với nhãn "Pack-In-Video" |
| Yuushun Classic Road                                         | Sega Saturn      | 14 tháng 3 năm 1997  |                                                               |
| SeaBass Fishing 2                                            | Sega Saturn      | 25 tháng 4 năm 1997  |                                                               |
| SeaBass Fishing 2                                            | PlayStation      | 25 tháng 9 năm 1997  |                                                               |
| SeaBass Fishing 2                                            | Sega Saturn      | 12 tháng 3 năm 1998  | Saturn Collection                                             |
| Metal Angel 3                                                | PlayStation      | 13 tháng 6 năm 1997  |                                                               |
| Marica: Shinjitsu no Sekai                                   | Sega Saturn      | 20 tháng 6 năm 1997  | Feycraft phát triển                                           |
| Moon Cradle                                                  | Sega Saturn      | 27 tháng 6 năm 1997  | TOSE phát triển; Xuất bản với nhãn "Pack-In-Soft"             |
| Boundary Gate: Daughter of Kingdom                           | PlayStation      | 17 tháng 7 năm 1997  |                                                               |
| My Home Dream                                                | PlayStation      | 24 tháng 7 năm 1997  |                                                               |
| My Home Dream                                                | PlayStation      | 6 tháng 8 năm 1998   | PlayStation the Best                                          |
| Fune Tarou                                                   | Super Famicom    | 1 tháng 8 năm 1997   | Xuất bản với nhãn "Pack-In-Soft"                              |
| Kawa no Nushi Tsuri 3                                        | Game Boy         | 19 tháng 8 năm 1997  |                                                               |
| Kawa no Nushi Tsuri 3                                        | Game Boy         | 1 tháng 3 năm 2000   | Nintendo Power                                                |
| Steep Slope Sliders                                          | Sega Saturn      | 23 tháng 10 năm 1997 | Cave phát triển; Xuất bản với nhãn "Pack-In-Soft"             |
| Ochige Designer Tsukutte Pon!                                | Sega Saturn      | 20 tháng 11 năm 1997 | NineLives phát triển                                          |
| Ooedo Renaissance                                            | Sega Saturn      | 18 tháng 12 năm 1997 | Bits Laboratory phát triển                                    |
| Gakkou wo Tsukurou!!                                         | PlayStation      | 18 tháng 12 năm 1997 |                                                               |
| Gakkou wo Tsukurou!!                                         | PlayStation      | 18 tháng 2 năm 1999  | PlayStation the Best                                          |
| Gakkou wo Tsukurou!!                                         | PlayStation      | 16 tháng 1 năm 2003  | PSOne Books                                                   |
| Bokujou Monogatari GB                                        | Game Boy         | 19 tháng 12 năm 1997 |                                                               |
| Bokujou Monogatari GB                                        | Game Boy         | 1 tháng 8 năm 2000   | Nintendo Power                                                |
| Nile Kawa no Yoake                                           | Sega Saturn      | 5 tháng 3 năm 1998   | Xuất bản với nhãn "Pack-In-Soft"                              |
| Wangan Trial                                                 | PlayStation      | 7 tháng 3 năm 1998   | TOSE phát triển                                               |
| Wangan Trial                                                 | PlayStation      | 22 tháng 9 năm 1999  | Sanmai Series                                                 |
| Dungeon Master Nexus                                         | Sega Saturn      | 26 tháng 3 năm 1998  |                                                               |
| Wangan Trial Love                                            | Sega Saturn      | 2 tháng 4 năm 1998   |                                                               |
| Classic Road Yuushun                                         | PlayStation      | 2 tháng 4 năm 1998   | Progress Software phát triển                                  |
| Dynamite Boxing                                              | PlayStation      | 21 tháng 5 năm 1998  |                                                               |
| Downhill Snow                                                | PlayStation      | 28 tháng 5 năm 1998  | Xuất bản với nhãn "Pack-In-Soft"                              |
| Murakoshi Masami no Bakuchou Nippon Rettou                   | PlayStation      | 11 tháng 6 năm 1998  | A-Wave phát triển                                             |
| Murakoshi Masami no Bakuchou Nippon Rettou                   | Sega Saturn      | 18 tháng 6 năm 1998  | A-Wave phát triển                                             |
| Hyper Securities 2                                           | PlayStation      | 25 tháng 6 năm 1998  |                                                               |
| Umi no Nushi Tsuri 2                                         | Game Boy         | 10 tháng 7 năm 1998  | TOSE phát triển                                               |
| Umi no Nushi Tsuri 2                                         | Game Boy         | 1 tháng 3 năm 2000   | Nintendo Power                                                |
| Akagawa Jirou: Yasoukyoku                                    | PlayStation      | 16 tháng 7 năm 1998  | Open Sesame phát triển                                        |
| Kawa no Nushi Tsuri: Hikyou wo Motomete                      | PlayStation      | 20 tháng 8 năm 1998  |                                                               |
| Kawa no Nushi Tsuri: Hikyou wo Motomete                      | PlayStation      | 2 tháng 12 năm 1999  | PlayStation the Best                                          |
| Kawa no Nushi Tsuri: Hikyou wo Motomete                      | PlayStation      | 5 tháng 12 năm 2002  | PSOne Books                                                   |
| Ranma-Chan no Ooeto Surogoku: Keio Yugekitai Gaiden          | PlayStation      | 17 tháng 9 năm 1998  |                                                               |
| Pilot ni Narou!                                              | PlayStation      | 23 tháng 9 năm 1998  | Beluga Computer phát triển                                    |
| Pilot ni Narou!                                              | PlayStation      | 11 tháng 11 năm 1999 | PlayStation the Best                                          |
| Pilot ni Narou!                                              | PlayStation      | 5 tháng 12 năm 2002  | PSOne Books                                                   |
| Falcom Classics II                                           | Sega Saturn      | 29 tháng 10 năm 1998 |                                                               |
| Umi no Oh! Yah!                                              | PlayStation      | 29 tháng 10 năm 1998 |                                                               |
| Neko no Ka-n-ke-i                                            | PlayStation      | 5 tháng 11 năm 1998  |                                                               |
| Nushi Tsuri 64                                               | Nintendo 64      | 27 tháng 11 năm 1998 | Xuất bản với nhãn "Pack-In-Soft"                              |
| Gakkou wo Tsukurou!! 2                                       | PlayStation      | 10 tháng 12 năm 1998 |                                                               |
| Let's Go Flyfishing                                          | PlayStation      | 21 tháng 1 năm 1999  |                                                               |
| Bokujou Monogatari 2                                         | Nintendo 64      | 5 tháng 2 năm 1999   | Xuất bản với nhãn "Pack-In-Video"                             |
| Luftwaffe: Doitsu Kuugun wo Shiki Seyo                       | PlayStation      | 25 tháng 2 năm 1999  | Pegasus Japan phát triển                                      |
| Falcom Classics Collection                                   | Sega Saturn      | 4 tháng 3 năm 1999   |                                                               |
| The Airs                                                     | PlayStation      | 25 tháng 3 năm 1999  |                                                               |
| Pakuchikou Seabass Fishing                                   | PlayStation      | 25 tháng 3 năm 1999  |                                                               |
| Classic Road 2                                               | PlayStation      | 1 tháng 4 năm 1999   | Progress Software phát triển                                  |
| Akagawa Jirou: Majotachi no Nemuri: Fukkatsusai              | PlayStation      | 15 tháng 4 năm 1999  | Open Sesame phát triển                                        |
| Akagawa Jirou: Majotachi no Nemuri: Fukkatsusai              | PlayStation      | 5 tháng 12 năm 2002  | PSOne Books                                                   |
| Mirano no Arbeit Collection                                  | PlayStation      | 1 tháng 7 năm 1999   | Westone phát triển                                            |
| Mirano no Arbeit Collection                                  | PlayStation      | 7 tháng 3 năm 2002   | PSOne Books                                                   |
| Kawa no Nushi Tsuri 4                                        | Game Boy Color   | 16 tháng 7 năm 1999  |                                                               |
| Umi no Nushi Tsuri: Takarajima ni Mukatte                    | PlayStation      | 22 tháng 7 năm 1999  | Xuất bản với nhãn "Pack-In-Soft"                              |
| Umi no Nushi Tsuri: Takarajima ni Mukatte                    | PlayStation      | 27 tháng 6 năm 2002  | PSOne Books                                                   |
| Bokujou Monogatari GB2                                       | Game Boy Color   | 6 tháng 8 năm 1999   |                                                               |
| Kisekae Monogatari                                           | Game Boy Color   | 3 tháng 9 năm 1999   |                                                               |
| Murakoshi Masami no Bakuchou Nippon Rettou: TsuriCon Edition | PlayStation      | 22 tháng 9 năm 1999  | Developed by A-Wave                                           |
| Kaeru no Ehon: Adventure for the Lost Memories               | PlayStation      | 21 tháng 10 năm 1999 | Infinity phát triển                                           |
| Kaeru no Ehon: Adventure for the Lost Memories               | PlayStation      | 9 tháng 11 năm 2000  | Reprint                                                       |
| Submarine Hunter Sya-Chi                                     | PlayStation      | 2 tháng 11 năm 1999  | Sol phát triển                                                |
| Submarine Hunter Sya-Chi                                     | PlayStation      | 25 tháng 10 năm 2001 | Victor Best                                                   |
| Submarine Hunter Sya-Chi                                     | PlayStation      | 13 tháng 2 năm 2003  | PSOne Books                                                   |
| Charumera                                                    | PlayStation      | 25 tháng 11 năm 1999 | Bits Laboratory phát triển                                    |
| Charumera                                                    | PlayStation      | 9 tháng 11 năm 2000  | Reprint                                                       |
| My Home Dream 2                                              | PlayStation      | 2 tháng 12 năm 1999  |                                                               |
| My Home Dream 2                                              | PlayStation      | 16 tháng 1 năm 2003  | Victor the Best                                               |
| Vampire Hunter D                                             | PlayStation      | 9 tháng 12 năm 1999  |                                                               |
| Vampire Hunter D                                             | PlayStation      | 19 tháng 4 năm 2001  | Victor Collection                                             |
| Bokujou Monogatari: Harvest Moon                             | PlayStation      | 16 tháng 12 năm 1999 |                                                               |
| Bokujou Monogatari: Harvest Moon                             | PlayStation      | 7 tháng 12 năm 2000  | PlayStation the Best                                          |
| Fish Eyes II                                                 | PlayStation      | 27 tháng 1 năm 2000  | Open Sesame phát triển                                        |
| Fish Eyes II                                                 | PlayStation      | 14 tháng 3 năm 2002  | Victor Best                                                   |
| Jagainu-kun                                                  | Game Boy Color   | 24 tháng 3 năm 2000  |                                                               |
| Warera Mitsurin Tankentai!!                                  | PlayStation      | 20 tháng 4 năm 2000  | Groove Box Japan phát triển                                   |
| Warera Mitsurin Tankentai!!                                  | PlayStation      | 25 tháng 10 năm 2001 | Victor Best                                                   |
| Sorcerian: Shichisei Mahou no Shito                          | Dreamcast        | 27 tháng 4 năm 2000  |                                                               |
| Victory Boxing                                               | PlayStation      | 18 tháng 5 năm 2000  |                                                               |
| Nushi Tsuri 64: Shiokaze Ni Notte                            | Nintendo 64      | 26 tháng 5 năm 2000  |                                                               |
| Mushi Tarou                                                  | PlayStation      | 6 tháng 7 năm 2000   |                                                               |
| Mushi Tarou                                                  | PlayStation      | 27 tháng 6 năm 2002  | PSOne Books                                                   |
| Nushi Tsuri Adventure: Kite no Bouken                        | Game Boy Color   | 6 tháng 8 năm 2000   | TOSE phát triển                                               |
| Doguu Senki: Haou                                            | Dreamcast        | 10 tháng 8 năm 2000  |                                                               |
| Murakoshi Masami no Bakuchou Nippon Rettou 2                 | PlayStation      | 14 tháng 9 năm 2000  | Infinity phát triển                                           |
| Bokujou Monogatari GB3                                       | Game Boy Color   | 29 tháng 9 năm 2000  |                                                               |
| Gakkou wo Tsukurou!! Kouchou Sensei Monogatari               | PlayStation      | 26 tháng 10 năm 2000 | Groove Box Japan phát triển                                   |
| Gakkou wo Tsukurou!! Kouchou Sensei Monogatari               | PlayStation      | 25 tháng 10 năm 2001 | In lại                                                        |
| Tricolore Crise                                              | Dreamcast        | 9 tháng 11 năm 2000  |                                                               |
| Bokujou Monogatari: Harvest Moon for Girl                    | PlayStation      | 7 tháng 12 năm 2000  |                                                               |
| Aqua Paradise: Boku no Suizokukan                            | PlayStation      | 28 tháng 12 năm 2000 | Open Sesame phát triển                                        |
| Fish Eyes Wild                                               | Dreamcast        | 22 tháng 2 năm 2001  |                                                               |
| Pilot ni Narou! 2                                            | PlayStation 2    | 8 tháng 3 năm 2001   |                                                               |
| Pilot ni Narou! 2                                            | PlayStation 2    | 1 tháng 8 năm 2002   | PlayStation 2 the Best                                        |
| Kisekae Series 2: Oshare Nikki                               | Game Boy Color   | 23 tháng 3 năm 2001  |                                                               |
| Hana to Taiyou to Ame to                                     | PlayStation 2    | 2 tháng 5 năm 2001   | Grasshopper Manufacture phát triển                            |
| Hana to Taiyou to Ame to                                     | PlayStation 2    | 5 tháng 9 năm 2002   | Victor the Best                                               |
| Akagawa Jirou: Yasoukyoku 2                                  | PlayStation      | 14 tháng 6 năm 2001  |                                                               |
| Akagawa Jirou: Yasoukyoku 2                                  | PlayStation      | 5 tháng 12 năm 2002  | PSOne Books                                                   |
| Bokujou Monogatari 3: Heart ni Hi wo Tsukete                 | PlayStation 2    | 5 tháng 7 năm 2001   |                                                               |
| Bokujou Monogatari 3: Heart ni Hi wo Tsukete                 | PlayStation 2    | 17 tháng 10 năm 2002 | PlayStation 2 the Best                                        |
| Ouma ga Toki                                                 | PlayStation      | 9 tháng 8 năm 2001   | Break phát triển                                              |
| Ouma ga Toki 2                                               | PlayStation      | 13 tháng 9 năm 2001  | Break phát triển                                              |
| Komocchi                                                     | PlayStation      | 20 tháng 9 năm 2001  | Open Sesame phát triển                                        |
| DokiDoki Sasete!!                                            | Game Boy Color   | 26 tháng 10 năm 2001 |                                                               |
| Gekitou! Car Battler Go!!                                    | Game Boy Advance | 30 tháng 11 năm 2001 |                                                               |
| Gakkou wo Tsukurou!! Advance                                 | Game Boy Advance | 7 tháng 12 năm 2001  | Groove Box Japan phát triển                                   |
| Sansara Naga 1x2                                             | Game Boy Advance | 14 tháng 12 năm 2001 | Groove Box Japan phát triển                                   |
| Kisekae Series 3: Kisekae Hamster                            | Game Boy Color   | 21 tháng 12 năm 2001 | Developed by Kouyousha                                        |
| Cinema Surfing: Youga Taizen                                 | PlayStation 2    | 27 tháng 12 năm 2001 |                                                               |
| Kawa no Nushi Tsuri 5: Fushigi no Mori Kawa                  | Game Boy Advance | 15 tháng 3 năm 2002  | TOSE phát triển                                               |
| Reveal Fantasia                                              | PlayStation 2    | 20 tháng 3 năm 2002  | Infinity phát triển                                           |
| Reveal Fantasia                                              | PlayStation 2    | 5 tháng 12 năm 2002  | Victor the Best                                               |
| PukuPuku Tennen Kairanban                                    | Game Boy Advance | 26 tháng 4 năm 2002  |                                                               |
| Tsuki no Hikari: Shizumeru Kane no Satsujin                  | PlayStation 2    | 23 tháng 5 năm 2002  | Open Sesame phát triển                                        |
| Tsuki no Hikari: Shizumeru Kane no Satsujin                  | PlayStation 2    | 26 tháng 6 năm 2003  | Best Collection                                               |
| My Home wo Tsukurou!                                         | PlayStation 2    | 6 tháng 6 năm 2002   |                                                               |
| Boku wa Chiisai                                              | PlayStation 2    | 11 tháng 7 năm 2002  |                                                               |
| Inaka Kurashi: Nan no Shima no Monogatari                    | PlayStation 2    | 12 tháng 9 năm 2002  |                                                               |
| Chulip                                                       | PlayStation 2    | 3 tháng 10 năm 2002  | Punchline phát triển                                          |
| Chulip                                                       | PlayStation 2    | 24 tháng 4 năm 2003  | Victor the Best                                               |
| Funky Boxers                                                 | PlayStation      | 28 tháng 11 năm 2002 |                                                               |
| Muzzle Flash                                                 | Xbox             | 27 tháng 2 năm 2003  |                                                               |
| Fish Eyes 3                                                  | PlayStation 2    | 26 tháng 6 năm 2003  |                                                               |

### Bản địa hóa
| Tựa            | Hệ máy      | Ngày phát hành       | Ghi chú                           |
| -------------- | ----------- | -------------------- | --------------------------------- |
| Tomb Raider    | Sega Saturn | 24 tháng 1 năm 1997  |                                   |
| Tomb Raider    | PlayStation | 14 tháng 2 năm 1997  |                                   |
| Tomb Raider    | Sega Saturn | 11 tháng 2 năm 1998  | Saturn Collection                 |
| Break Point    | Sega Saturn | 27 tháng 6 năm 1997  | Xuất bản với nhãn "Pack-In-Video" |
| Tomb Raider II | PlayStation | 22 tháng 1 năm 1998  |                                   |
| Tomb Raider II | PlayStation | 13 tháng 12 năm 2001 | PSOne Books                       |